# 内藤信広
内藤 信広（ないとう のぶひろ）は、江戸時代初期の旗本。一時は大名だった。越後国村上藩内藤家の分家初代。内藤信成の次男。

## 生涯
慶長16年（1611年）6月、徳川秀忠に召抱えられて小姓となる。同19年（1614年）御徒頭となり、大坂冬の陣に供奉、元和元年（1615年）上野国に采地1,000石を与えられる。同年5月7日、大坂夏の陣において戦功があり、のち小姓組組頭となる。
元和3年（1617年）1月14日、従五位下市正に叙任、のち寛永3年（1626年）書院組頭となる。同9年（1632年）4月8日大番頭に進み、また石見守に改めた。
寛永10年（1633年）、安房国および上総国において加増4000石を受ける。慶安元年（1648年）6月26日には大坂定番となり、また加増されて都合1万5000石を領した。しかし家臣の一人がキリシタンとして処刑されると、その責を問われて罷免され、7000石を減封された。
慶安2年（1649年）3月15日、江戸において死去した。享年58。法名は浄閑。家督を長男の信光が継いだ。
葬地は神田無量院とされ、のちこの寺が駒込に移転したという（「寛政譜」新訂13巻206頁）。